# Óðinn Björn Þorsteinsson
Óðinn Björn Þorsteinsson (Reykjavík, 3 dicembre 1981) è un ex pesista e discobolo islandese.
Ha rappresentato l'Islanda in occasione dei Giochi olimpici di Londra 2012. Ha vinto numerose medaglie ai Giochi dei piccoli stati d'Europa.

## Palmarès
| Anno | Manifestazione                    | Sede             | Evento           | Risultato | Prestazione | Note |
| ---- | --------------------------------- | ---------------- | ---------------- | --------- | ----------- | ---- |
| 1999 | Europei juniores                  | Riga             | Lancio del disco | 17º (q)   | 43,12 m     |      |
| 2001 | Europei under 23                  | Amsterdam        | Lancio del disco | 19º (q)   | 46,40 m     |      |
| 2003 | Giochi dei piccoli stati d'Europa | Marsa            | Getto del peso   | Bronzo    | 15,53 m     |      |
| 2003 | Giochi dei piccoli stati d'Europa | Marsa            | Lancio del disco | 4º        | 48,99 m     |      |
| 2003 | Europei under 23                  | Bydgoszcz        | Lancio del disco | 25º (q)   | 49,20 m     |      |
| 2005 | Giochi dei piccoli stati d'Europa | Andorra la Vella | Getto del peso   | Oro       | 17,15 m     |      |
| 2005 | Giochi dei piccoli stati d'Europa | Andorra la Vella | Lancio del disco | Argento   | 51,23 m     |      |
| 2007 | Europei indoor                    | Birmingham       | Getto del peso   | 18º (q)   | 17,94 m     |      |
| 2009 | Giochi dei piccoli stati d'Europa | Nicosia          | Getto del peso   | Argento   | 17,38 m     |      |
| 2009 | Giochi dei piccoli stati d'Europa | Nicosia          | Lancio del disco | Bronzo    | 54,11 m     |      |
| 2010 | Europei                           | Barcellona       | Getto del peso   | nm (q)    | nm (q)      |      |
| 2011 | Europei indoor                    | Parigi           | Getto del peso   | 18º (q)   | 17,94 m     |      |
| 2011 | Giochi dei piccoli stati d'Europa | Schaan           | Getto del peso   | Oro       | 19,73 m     |      |
| 2012 | Europei                           | Helsinki         | Getto del peso   | 22º (q)   | 18,19 m     |      |
| 2012 | Giochi olimpici                   | Londra           | Getto del peso   | 35º (q)   | 17,62 m     |      |
| 2013 | Giochi dei piccoli stati d'Europa | Lussemburgo      | Getto del peso   | Argento   | 18,22 m     |      |
| 2013 | Giochi dei piccoli stati d'Europa | Lussemburgo      | Lancio del disco | 4º        | 50,14 m     |      |
| 2015 | Giochi dei piccoli stati d'Europa | Reykjavík        | Getto del peso   | Argento   | 18,10 m     |      |
| 2016 | Camp. dei piccoli stati d'Europa  | Marsa            | Getto del peso   | Bronzo    | 18,38 m     |      |
| 2017 | Giochi dei piccoli stati d'Europa | Serravalle       | Getto del peso   | Bronzo    | 17,59 m     |      |